# Stenotyla estrellensis
Stenotyla estrellensis är en orkidéart som först beskrevs av Oakes Ames, och fick sitt nu gällande namn av Patricia A. Harding. Stenotyla estrellensis ingår i släktet Stenotyla och familjen orkidéer.
Artens utbredningsområde är Costa Rica. Inga underarter finns listade i Catalogue of Life.